# عدالت برقرار باد، جهان نابود باد

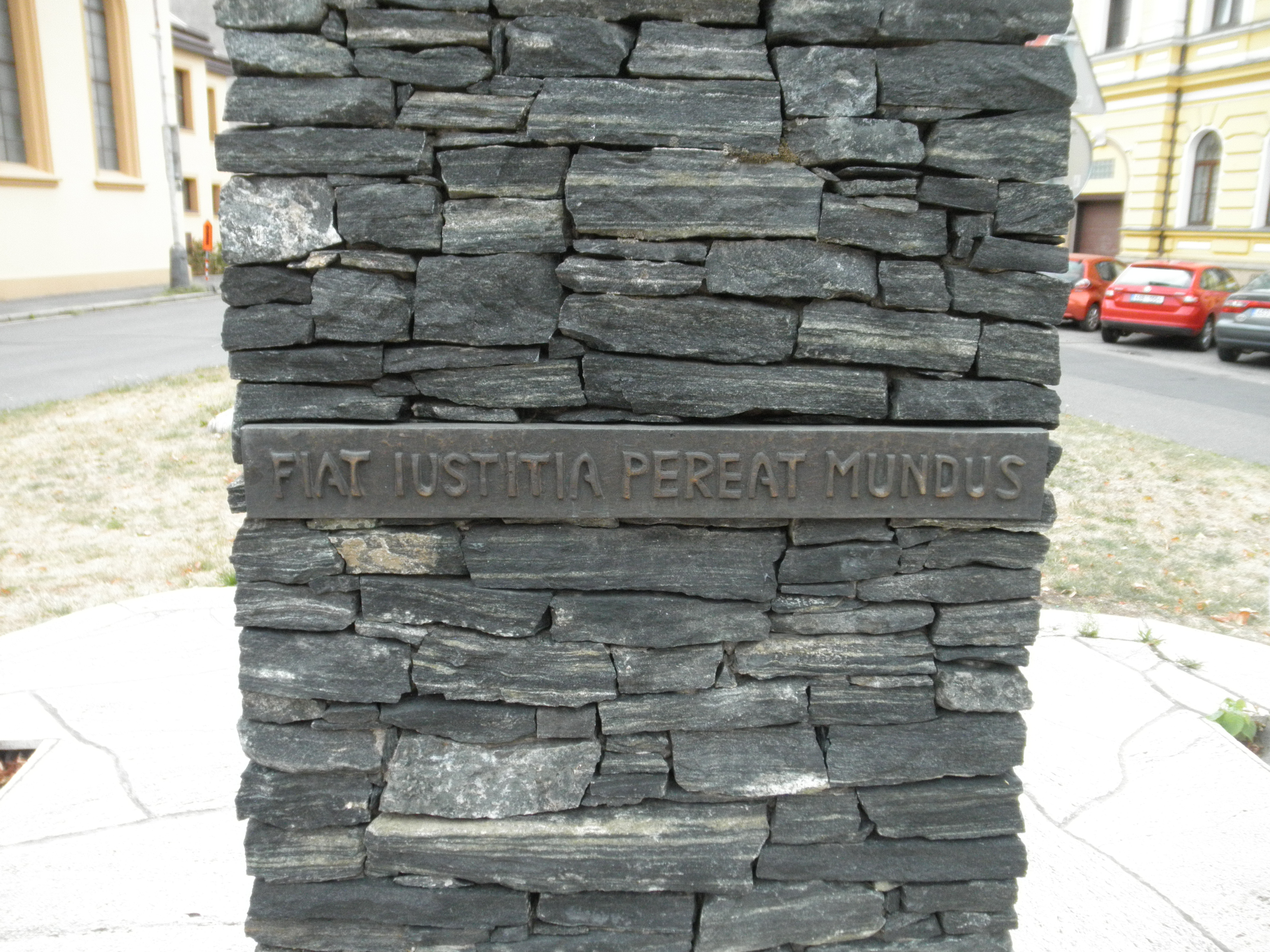
کتیبه‌ای مزین به Fiat iustitia pereat mundus در کلین. این تندیس را ایوان اربن در سال ۲۰۰۱ ساخته‌است.

عدالت برقرار باد و جهان نابود باد (به لاتین: Fiat iustitia, et pereat mundus) شعار فردیناند یکم، امپراتورِ امپراتوری مقدس روم (۱۵۵۶–۱۵۶۴) بود که آن را به‌عنوان پندی اخلاقی به‌کار می‌گرفت و اصلی زیربنایی برای ادارهٔ ملت شد. این جمله احتمالاً از کتاب مکان‌های عمومی (۱۵۶۳) نوشتهٔ یوهانس یاکوبوس مانلیوس گرفته شده‌است. این پندی است که می‌گوید که یک حُکم عادلانه باید به هرقیمت ـ فارغ از پیامدهای عملی‌اش ـ صادر شود. یک عبارت بدل آن Fiat justitia ruat caelum است «عدالت برقرار باد، آسمان فروریزد.»
از مثالهای معروفِ استفاده از این جمله، آنِ ایمانوئل کانت است در کتاب خود صلح پایدار: یک طرح فلسفی (۱۷۹۵) تا سرشتِ ضدفایده‌گرایانه‌ی فلسفهٔ اخلاقی‌اش را در جملهٔ Fiat iustitia, pereat mundus خلاصه کند که خود بدین‌گونه تفسیرش می‌کند: «عدالت برقرار باد [حتی اگر] جملگی اشرارِ عالَم محو گردند.»
لودویگ فون میزس در کتابش کنش انسانی می‌گوید که یک اقتصاددانِ فایده‌گرا نمی‌گوید Fiat iustitia, pereat mundus که می‌گوید Fiat iustitia, ne pereat mundus یعنی «عدالت برقرار بُوَد، تا جهان نابود نبُوَد»